# Удалёвка (Лоевский район)
Удалёвка (бел. Удалёўка) — деревня в Малиновском сельсовете Лоевского района Гомельской области Беларуси.

## География

### Расположение
В 23 км на северо-запад от Лоева, 62 км от железнодорожной станции Речица (на линии Гомель — Калинковичи), в 83 км от Гомеля.

### Гидрография
На реке Брагинка (приток реки Днепр), на востоке сеть мелиоративных каналов.

## Транспортная сеть
Транспортные связи по просёлочной, затем автомобильной дороге Брагин — Холмеч. Планировка состоит из дугообразной короткой улицы, ориентированной с юго-запада на северо-восток. Застройка деревянная, неплотная, усадебного типа.

## История
Обнаруженное археологами городище (в 2 км на восток от деревни) свидетельствует о заселении этих мест с давних времён. По письменным источникам известна с XVIII века как деревня в Речицком повете Минского воеводства Великого княжества Литовского. После 2-го раздела Речи Посполитой (1793 год) в составе Российской империи. Недалеко от деревни работал рудник по выплавке железа, около которого постепенно формировалась деревня Удалёвская Рудня (существовала до 1998 года). Через деревню проходила дорога из Брагина в Речицу. В 1850 году в Ручаёвской волости Речицкого уезда Минской губернии. В 1879 году селение в Ручаёвском церковном приходе. Согласно переписи 1897 года действовала школа грамоты.
С 8 декабря 1926 года до 30 декабря 1927 года центр Удалёвского сельсовета Холмечского, с 4 августа 1927 года Лоевского районов Речицкого с 9 июня 1927 года Гомельского округов. В 1930 году организован колхоз имени В. И. Ленина, работали ветряная мельница и кузница. Во время Великой Отечественной войны оккупанты в 1943 году сожгли деревню и убили 6 жителей. В результате катастрофы на Чернобыльской АЭС подверглась радиационному загрязнению и отнесена к категории населённых пунктов с правом на отселение. В составе колхоза имени К. Маркса (центр — деревня Малиновка). В настоящее время в деревне не осталось жителей.

## Население

### Численность
- 1999 год — 15 хозяйств, 24 жителя.

### Динамика
- 1850 год — 29 дворов.
- 1897 год — 48 дворов, 320 жителей (согласно переписи).
- 1908 год — 71 двор, 443 жителя.
- 1959 год — 216 жителей (согласно переписи).
- 1999 год — 15 хозяйств, 24 жителя.